# Силы быстрого реагирования Саудовской Аравии
Силы быстрого реагирования (араб. قوة التدخل السريع‎), также известные как Отряд «Тигр» (араб. فرقة النمر‎), — спецподразделение, подчинённое лично наследному принцу Саудовской Аравии Мухаммеду ибн Салману и обеспечивающее его безопасность. По сообщениям многих источников, спецподразделение является личным эскадроном смерти наследного принца, занимающимся преследованием и внесудебными казнями его противников. Наибольшую известность отряд «Тигр» получил после убийства журналиста Джамаля Хашогги в 2018 году. Правительством США за причастность к убийству Хашогги против спецподразделения введены санкции.

## История
По сведениям Саада Альджабри, бывшего офицера саудовской разведки, принц Мухаммед ибн Салман сформировал отряд наёмников «Тигр» в 2015 году после отказа официальных органов безопасности государства участвовать в его борьбе с политическими оппонентами, в частности похищении саудовских принцев, находящихся в Европе.
После назначения Мухаммеда ибн Салмана наследным принцем в 2017 году отряд получил официальный статус в качестве личной охраны принца и название Силы быстрого реагирования. Известно, что ряд членов отряд «Тигр», в том числе четверо из участвовавших позднее в убийстве Джамаля Хашогги, в 2014—2017 годах проходили военную подготовку в США по контракту, одобренному Государственным департаментом.
Заполучив в 2017 году полный контроль над силовыми структурами Саудовской Аравии, Мухаммед ибн Салман развернул тайную кампанию по борьбе с диссидентами, используя для этих целей свой отряд «Тигр». Так лишь в 2017 году группой было совершено не менее десяти операций, часть из которых заключалась в похищении и насильственной репатриации саудовских граждан из других арабских стран. Также оперативники отряда участвовали в арестах саудовских принцев в ноябре 2017 года. Одна из задержанных отрядом, университетский преподаватель лингвистики, которая вела блог о женщинах в Саудовской Аравии, подверглась психологической пытке, после которой пыталась совершить самоубийство.
2 октября 2018 года в саудовском консульстве в Стамбуле произошло убийство Джамаля Хашогги, саудовского журналиста, диссидента, гражданина США. Американское расследование убийства показало, что в нём участвовал ключевой советник принца и семь бойцов Сил быстрого реагирования, а Мухаммед ибн Салман лично одобрил убийство. В связи с этим министерство финансов США ввело в рамках «Глобального акта Магнитского» санкции против подразделения и лично одного из его руководителей Ахмада Асири. Правительство Саудовской Аравии отвергло результаты расследования американской разведки и назвало произошедшее в консульстве убийство непреднамеренным. Над 11 участниками операции в Саудовской Аравии в 2019 году был проведён суд, по итогам которого пять человек были приговорены к смертной казни. Специальный докладчик Совета по правам человека ООН Аньес Калламар назвала саудовский суд «насмешкой», отметив, что наказанию подверглись рядовые исполнители, тогда как руководители остались на свободе.